# Cynologie
Pour l’article ayant un titre homophone, voir Sinologie.
« Cynologue » redirige ici. Pour l’article homophone, voir Sinologue.
La cynologie est un terme utilisé pour regrouper les approches, les techniques, les philosophies et les divers outils utilisés pour la sélection des races canines ainsi que pour l'entraînement et l’éducation des chiens.
La cynologie est une sous-branche de la mammalogie.